# Большая оранжерея (Пушкин)
Большая оранжерея — историческое здание в Пушкине. Построено в 1751—1753 гг., перестроено в 1820-е гг. Объект культурного наследия федерального значения. Расположен на Садовой улице, дом 14, на углу с Оранжерейной улицей.

## История
Первая оранжерея на этом месте была построена в 1751—1753 гг. архитектором С. И. Чевакинским. Она включала в себя центральный зал и два павильона. Позднее, в конце 1750-х или в начале 1760-х гг., был пристроен третий павильон по проекту Ф.-Б. Растрелли (соотношение авторства Чевакинского и Растрелли спорно). В оранжерее было собрано много экзотических растений из Америки, Африки, Индии, Испании, с Ближнего Востока. В ней были кофейные деревья, кактусы, апельсины, целая коллекция ананасов. Оранжерея стала первым крупным каменным зданием слободы, позже ставшей городом, её размеры во многом определили размер кварталов, позже вошедший в генеральный план Царского Села. С 1779 года в покоях на углу оранжереи проживал архитектор Чарлз Камерон. В его доме была чертёжная мастерская и собственная конюшня. Камерон прожил в этом доме до 1803 года. В 1784 году в центральную часть здания оранжереи был из дворца перенесён театр.
К началу XIX века павильоны обветшали и были слишком скромными относительно соседних Екатерининского дворца и Нового флигеля. Перестройка началась по проекту В. П. Стасова в 1820 году. На месте работами руководил В. М. Горностаев. Стасов сохранил компоновку здания. В новой оранжерее было четыре двухэтажных корпуса, соединённые застеклёнными колоннадами. Планировалась также постройка полукруглого корпуса на углу Садовой и Оранжерейной улиц, однако она не была осуществлена. Весной 1824 года начались отделочные работы. Лепные детали создавал Куприян Балин, росписью занимался художник Брандуков. Окончание работ относится к осени 1828 года.
В 1933—1934 гг. архитектор В. И. Яковлев перестроил здание для размещения в нём Института холодильной и молочной промышленности. Был воплощён замысел Стасова — добавлен дугообразный угловой корпус. Со стороны двора был надстроен второй этаж. Здание сильно пострадало в годы Великой Отечественной войны. Восстановлением Большой оранжереи в 1949—1952 гг. занимался архитектор Л. Н. Ротинов. С 1949 года здание передано Ленинградскому сельскохозяйственному институту, ныне СПбГАУ. Очередная реставрация прошла в 2012—2014 гг. по проекту института «Ленпроектреставрация».

## Архитектура
Фасады были первоначально оформлены в стиле барокко, но Стасов переоформил их в стиле классицизма. Парадный фасад выстроен вдоль Садовой улицы. Фасады средних павильонов оформлены крупными остеклёнными арками, а также орнаментальным фризом, полуколоннами, широким архивольтом. Крайние павильоны, содержавшие жилые помещения, скромнее, в их оформлении выделяются типичные для Стасова лоджии во втором этаже с колоннами и скульптурным фризом над ними. Весь нижний ярус здания занимает колоннада дорического ордера с застеклёнными проёмами.